# Brandholzit
Brandholzit ist ein sehr selten vorkommendes Mineral aus der Mineralklasse der „Oxide und Hydroxide“ mit der chemischen Zusammensetzung MgSb25+(OH)12·6H2O und ist damit chemisch gesehen ein wasserhaltiges Magnesium-Antimon-Hydroxid.
Brandholzit kristallisiert im trigonalen Kristallsystem und entwickelt meist durchsichtig farblose bis milchigweiße, tafelige Kristalle bis etwa 1 mm Größe in rosettenförmigen Aggregaten.

## Etymologie und Geschichte
Erstmals entdeckt wurde die als neues Mineral erkannte Substanz 1998 von dem Hobbysammler Stefan Meier in den Gold-Antimon-Quarz-Adern des ehemaligen Grubenbezirkes von Brandholz-Goldkronach im deutschen Fichtelgebirge. Nach dieser Typlokalität ist es auch benannt.
Analysiert und wissenschaftlich beschrieben wurde es von Alexandra Friedrich, Manfred Wildner, Ekkehart Tillmanns und Peter L. Merz, die ihre Ergebnisse und den gewählten Namen bei der International Mineralogical Association (IMA) zur Prüfung des Mineralstatus einreichten. Die Anerkennung als eigenständiges Mineral unter dem Namen Brandholzit erfolgte noch im selben Jahr unter der Antrags-Nummer IMA 1998-017. Veröffentlicht wurden die Untersuchungsergebnisse und der anerkannte Name im Jahre 2000 im American Mineralogist.

## Klassifikation
Da der Brandholzit erst 1998 als eigenständiges Mineral anerkannt wurde, ist er in der seit 1977 veralteten 8. Auflage der Mineralsystematik nach Strunz noch nicht verzeichnet.
In der zuletzt 2018 überarbeiteten Lapis-Systematik nach Stefan Weiß, die formal auf der alten Systematik von Karl Hugo Strunz in der 8. Auflage basiert, erhielt das Mineral die System- und Mineralnummer IV/F.04-015. Dies entspricht der Klasse der „Oxide und Hydroxide“ und dort der Abteilung „Hydroxide und oxidische Hydrate (wasserhaltige Oxide mit Schichtstruktur)“, wo Brandholzit zusammen mit Bottinoit eine unbenannte Gruppe mit der Systemnummer IV/F.04 bildet.
Die von der International Mineralogical Association (IMA) zuletzt 2009 aktualisierte 9. Auflage der Strunz’schen Mineralsystematik ordnet den Brandholzit ebenfalls in die Klasse der „Oxide und Hydroxide“, dort allerdings in die Abteilung der „Hydroxide (ohne V oder U)“ ein. Diese ist weiter unterteilt nach der möglichen Anwesenheit von weiteren Hydroxidionen und/oder Kristallwasser sowie der Kristallstruktur. Das Mineral ist hier entsprechend seiner Zusammensetzung und seinem Aufbau in der Unterabteilung „Hydroxide mit H2O ± (OH); isolierte Oktaeder“ zu finden ist, wo es zusammen mit Bottinoit die „Bottinoitgruppe“ mit der Systemnummer 4.FH.05 bildet.
In der vorwiegend im englischen Sprachraum gebräuchlichen Systematik der Minerale nach Dana hat Brandholzit die System- und Mineralnummer 06.03.09.02. Dies entspricht ebenfalls Klasse der „Oxide und Hydroxide“ und dort der Abteilung „Hydroxide und hydroxyhaltige Oxide“. Hier ist er zusammen mit Bottinoit in einer unbenannten Gruppe mit der Systemnummer 06.03.09 innerhalb der Unterabteilung „Hydroxide und hydroxyhaltige Oxide mit (OH)3- oder (OH)6-Gruppen“ zu finden.

## Kristallstruktur
Brandholzit kristallisiert isotyp mit Bottinoit im trigonalen Kristallsystem in der Raumgruppe P3 (Raumgruppen-Nr. 143) mit den Gitterparametern a = 16,12 Å und c = 9,87 Å sowie 6 Formeleinheiten pro Elementarzelle.

## Bildung und Fundorte
Brandholzit bildet sich sekundär durch Verwitterung aus Stibnit und findet sich daher auch meist in Paragenese mit diesem sowie mit Antimon-Ocker.
Außer an seiner Typlokalität Brandholz-Goldkronach konnte das Mineral bisher (Stand: 2010) nur noch in der Antimon-Mine bei Goesdorf in Luxemburg und in der Krížnica-Mine in den Kleinen Karpaten im slowakischen Bratislava gefunden werden.